# Proosdij (sticht)
Proosdij is in eerste instantie het kerkelijke ambt of het territorium van een proost. Daarnaast wordt de term veelvuldig gebruikt voor de woning of het administratie van een proost of proosdij. Zie daarvoor: Proosdij (gebouw).
De belangrijkste kerkelijke functionarissen die de titel proost voeren zijn ten eerste de plaatsvervanger van een abt in een klooster en ten tweede het hoofd van een collegiaal kapittel. Gaat het hierbij om een kathedraalkapittel, dan wordt ook wel de term hoogsticht gebruikt. De overige kapittels zijn dan nedersticht of gewoon sticht (ook wel stift). De organisatie van de kapittels veranderde in de loop der tijd zodanig dat de proost het beheer over de goederen van het kapittel voerde en de deken leiding gaf aan de leden van het kapittel. In het algemeen is de term proosdij verbonden met het tweede type proosten.
De omvang van de proosdijen was zeer verschillend. Een eenvoudige proosdij bestond uit onroerend goed, waarvan de opbrengst voor de proost en het kapittel bestemd waren. De proosdij kon ook heerlijke rechten omvatten, zoals bij de Utrechtse proosdijen. Vele dorpen in de provincie Utrecht werden bestuurd vanuit een proosdij. Sommige rijksproosdijen bezaten ook landsheerlijke rechten in het Heilige Roomse Rijk. Zij waren daardoor Reichsunmittelbar en genoten rijksvrijheid. De proosten van Berchtesgaden en Ellwangen bezaten zelfs de vorstelijke waardigheid.
In de Groninger Ommelanden en westelijk Oost-Friesland werd de term proosdij tot het einde van de 16e eeuw gebruikt voor een decanaat, dat in de regel door lekenpersonen van adel werd bekleed. Aan deze proosdijen, die erfelijk bezit van de betreffende families waren, was een proosdijkerk met verspreide bezittingen en meerdere geestelijken verbonden.

## Deense en Zweedse kerk
De term proosdij kan ook gebruikt worden voor de onderverdeling van Deense bisdommen van de  Evangelisch-Lutherse Kerk en Zweedse bisdommen van de lutherse kerk, waar een proosdij vergeleken kan worden met een decanaat. 

## Bekende proosdijen
- Domproosdij van Utrecht
- Proosdij van Oudmunster te Utrecht
- Proosdij van Sint-Pieter te Utrecht
- Proosdij van Sint-Jan te Utrecht
- Proosdij van Sint-Marie te Utrecht
- Proosdij van Sint-Donaas in Brugge
- Proosdij van Sint-Servaas te Maastricht
- Proosdij van Meerssen
- Proosdij Berchtesgaden
- Proosdij Ellwangen
- Proosdij Wettenhausen
- Proosdij van Seltz
- Proosdij Cappenberg
- Proosdij of aalmoezeniershuis Vrouwenparkabdij[1]